# Helictopleurus sericeus
Helictopleurus sericeus là một loài bọ cánh cứng trong họ Bọ hung (Scarabaeidae).